# 埃爾波托爾 (加利福尼亞州)
埃爾波托爾（英語：El Portal）是位於美國加利福尼亞州馬里波薩縣的一個人口普查指定地區。

## 地理
埃爾波托爾的座標為37°40′29″N 119°47′03″W / 37.67472°N 119.78417°W，而該地最高點為海拔高度591米（即1939英尺）。

## 人口
根據2010年美國人口普查的數據，埃爾波托爾的面積為4.247平方千米，當中陸地面積為4.124平方千米，而水域面積為0.123平方千米。當地共有人口474人，而人口密度為每平方千米111人。